# جون لي (لاعب كرة قدم)
جون لي (بالإنجليزية: John Lee)‏ (1 يناير 1869 في المملكة المتحدة - ) هو لاعب كرة قدم بريطاني (وحمل سابقاً جنسية المملكة المتحدة لبريطانيا العظمى وأيرلندا) في مركز الهجوم. لعب مع برمنغهام سيتي ودارلاستون تاون وOld Hill Wanderers F.C. ‏.